# Сикаликуль
Сикаликуль (баш. Һикәлекүл) — деревня в Дюртюлинском районе Республики Башкортостан Российской Федерации. Входит в состав Исмаиловского сельсовета.

## География

### Географическое положение
Расстояние до:
- районного центра (Дюртюли): 25 км,
- центра сельсовета (Чишма): 2 км,
- ближайшей ж/д станции (Буздяк): 150 км.

## Население
| 2002 | 2009 | 2010 |
| ---- | ---- | ---- |
| 165  | ↗188 | ↘170 |

Согласно переписи 2002 года, преобладающая национальность — башкиры (92 %).